# 라리사 코로베이니코바
라리사 빅토로브나 코로베이니코바(러시아어: Лари́са Ви́кторовна Коробе́йникова, 러시아어 발음: [ɫɐˈrʲisə ˈvʲiktərəvnə kərɐˈbʲeɪ̯nʲɪkəvə], 1987년 3월 26일~)는 러시아의 펜싱 선수로 주 종목은 플뢰레이다. 2012년 하계 올림픽에서 플뢰레 단체전 은메달을 획득했고, 2020년 하계 올림픽에서 단체전 금메달, 개인전 동메달 1개를 획득했다. 또한 세계 선수권 대회 단체전에서 금메달 3개를 획득했고, 유럽 선수권 대회에서 금메달 2개를 획득했다.

## 경력
1987년에 쿠르간에서 태어났으며, 출생 직후 가족들과 함께 로스토프나도누로 이사를 가면서 그 곳에서 성장했다. 1995년에 펜싱에 입문했고, 조야 스타르코바에게 훈련을 받았다. 이후 전문 선수를 목표로 하여 제10 올림픽 학교에 입학하여 전문 훈련을 받았다. 이후 지역 펜싱팀인 디나모 로스토프에 입단하여 블라디미르 이바노프의 지도를 받았다.
2003년에 러시아 청소년 국가대표로 발탁되어 그 해 4월에 이탈리아 트라파니에서 열린 2003년 세계 유스 선수권 대회에 참가하여 플뢰레 개인전 17위를 기록했다. 2004년 4월에는 불가리아 플로브디프에서 열린 2004년 세계 유스 선수권 대회 개인전에서 이탈리아의 아리안나 에리고의 뒤를 이어 은메달을 획득했다. 그 해 10월에 포르투갈 이스피뉴에서 열린 2004년 유럽 주니어 선수권 대회에 참가하였으며, 개인전에서 24위를 기록했고, 폴리나 레피나, 아이다 샤나예바, 율리야 비류코바와 함께 단체전에서 독일을 누르고 금메달을 획득했다. 2005년에는 헝가리 터폴처에서 열린 2005년 유럽 주니어 선수권 대회에서 개인전 은메달, 단체전 금메달을 획득했고, 2005년 1월에는 독일 발트키르히에서 열린 주니어 펜싱 월드컵에서 국가대표 동료인 샤나예바의 뒤를 이어 준우승을 차지했다. 같은 해 4월에는 대한민국 태백에서 열린 2006년 세계 주니어 선수권 대회에 참가하여 율리야 라시도바, 샤나예바, 크리스티나 노발린스카와 함께 이탈리아팀의 뒤를 이어 단체전 은메달을 획득했고, 개인전에서 10위에 올랐다. 그 해 11월에는 폴란드 포즈난에서 열린 2006년 유럽 주니어 선수권 대회에 참가하였다. 디아나 야코블레바, 타티야나 먀스니코바,카밀라 가푸르자노바와 함께 출전한 단체전에서는 이탈리아를 누르고 금메달을 획득했으며, 개인전에서는 에리고와 네덜란드의 사스키아 판 에르번의 뒤를 이어 동메달을 획득했다.
2007년에 러시아 국가대표로 발탁되었으며, 그 해 3월에 상트페테르부르크에서 열린 러시아컵에서 개인전 25위에 오른 것으로 첫 성인 국제 대회 경험을 가졌다. 4월에는 튀르키예의 벨레크에서 열린 2007년 세계 주니어 선수권 대회에 참가하였다. 개인전에서는 독일의 산드라 빙겐하이머의 뒤를 이어 준우승을 차지했고, 라시도바, 먀스니코바와 함께 출전한 단체전에서는 이탈리아를 누르고 우승을 차지했다. 같은 해 8월에는 태국 방콕에서 열린 2007년 하계 유니버시아드에 참가하여 첫 종합 국제 대회에 출전하게 되었다. 코로베이니코바는 개인전에서 5위를 했으며, 레피나, 라시도바, 비류코바와 함께한 단체전에서는 동메달 결정전에서 일본팀에게 밀려 4위로 대회를 마쳤다. 2008년에는 몇 가지 소규모 국제 대회에 참가하였으나 2월에 독일 라이프치히에서 열린 스파르카센컵에서 개인전 준우승을 한 것을 제외하면 뚜렷한 성과를 내지 못했다.
2009년 5월에는 헝가리 데브레첸에서 열린 2009년 유럽 U-23 선수권 대회에 참가하여 6위를 기록했다. 그 해 7월에는 세르비아 베오그라드에서 열린 2009년 하계 유니버시아드에 참가하였으며, 개인전에서는 5위에 머물렀으나 라시도바, 야코블레바, 빅토리야 코지레바와 함께 참가한 단체전에서는 이탈리아의 뒤를 이어 은메달을 획득했다. 같은 해 9월에는 튀르키예의 안탈리아에서 열린 2009년 세계 선수권 대회를 통해 선수 경력 첫 세계 선수권 대회에 참가했다. 개인전에서는 7위를 기록했고, 샤나예바, 비류코바, 가푸르자노바와 함께 참가한 단체전에서는 이탈리아의 뒤를 이어 준우승을 차지했다. 이듬해인 2010년 7월에는 독일 라이프치히에서 열린 2010년 유럽 선수권 대회에 참가하였고, 개인전에서 17위, 예브게니야 라모노바, 샤나예바, 인나 데리글라조바와 함께 참가한 단체전에서 이탈리아와 독일의 뒤를 이어 3위로 대회를 마감했다. 2011년 7월에는 영국 셰필드에서 열린 2011년 세계 선수권 대회에 참가하였으며, 개인전에서 17위, 라모노바, 샤나예바, 데리글라조바와 참가한 단체전에서는 이탈리아의 뒤를 이어 2위를 차지했다. 10월에는 이탈리아 카타니아에서 열린 2011년 세계 선수권 대회에 참가하였다. 개인전에서는 40위에 머물렀으나 라모노바, 샤나예바, 데리글라조바와 함께 참가한 단체전에서 숙적 이탈리아를 누르고 세계 선수권 대회 첫 금메달을 획득했다.
2012년 6월에는 이탈리아 레냐노에서 열린 2011년 유럽 선수권 대회에 참가하였으며, 개인전에서 대표팀 동료인 데리글라조바와 가푸르자노바의 뒤를 이어 동메달을 획득하면서 시상대를 러시아 선수로만 채워지게 했으며, 또한 자신의 첫 유럽 선수권 대회 메달을 추가하게 되었다. 샤나예바가 포함된 단체전에서는 폴란드팀을 꺾고 프랑스와 이탈리아의 뒤를 이어 동메달을 획득했다. 같은 해 7월에는 영국 런던에서 열린 2012년 하계 올림픽에 참가하며 자신의 첫 올림픽 경험을 갖게 되었다. 개인전은 불참했으나 샤나예바, 가푸르자노바, 데리글라조바와 함께 출전한 단체전에서 교체 선수로 참가했다. 첫 경기인 일본전에서는 출전하지 않았으며, 준결승전인 대한민국과의 경기부터 출전하여 정길옥과 남현희를 상대하여 승리에 기여했다. 이후 결승전에서 이탈리아에게 패하며 은메달을 획득했다.
2013년 6월에는 크로아티아 자그레브에서 열린 2013년 유럽 선수권 대회에 참가하였으나 개인전에서 11위, 단체전에서도 헝가리에게 밀리며 4위에 머물렀다. 이후 7월에는 자국 카잔에서 열린 2013년 하계 유니버시아드에 참가하였으며, 데리글라조바, 야코블레바, 비류코바와 함께 출전한 단체전에서 이탈리아를 꺾고 금메달을 획득했다. 또한 개인전에서도 결승까지 진출하여 데리글라조바의 뒤를 이어 은메달을 획득했다. 8월에는 헝가리 부다페스트에서 열린 2013년 세계 선수권 대회에 참가하여 개인전 5위에 올랐으며, 비류코바, 야코블레바, 데리글라조바와 함께 참가한 단체전에서 대한민국을 꺾고 동메달을 획득했다. 2014년 6월에는 프랑스 스트라스부르에서 열린 2014년 유럽 선수권 대회에 참가하여 개인전에서 8위, 비류코바, 야코블레바, 데리글라조바와 함께 참가한 단체전에서는 이탈리아의 뒤를 이어 2위에 올랐다. 같은 해 7월에는 카잔에서 열린 2014년 세계 선수권 대회에 참가하였으며, 개인전에서는 9위, 비류코바, 야코블레바, 데리글라조바와 함께한 단체전에서는 이탈리아의 뒤를 이어 2위를 차지했다. 2015년 6월에는 스위스 몽트뢰에서 열린 2015년 유럽 선수권 대회에 참가하였다.코로베이니코바는 개인전에서 결승까지 올랐고 결승에서 이탈리아의 엘리사 디 프란치스카의 뒤를 이어 자신의 첫 유럽 선수권 대회 개인전 은메달을 획득했다. 비류코바, 야코블레바, 데리글라조바와 함께 참가한 단체전에서도 이탈리아의 뒤를 이어 은메달을 추가했다. 7월에는 모스크바에서 열린 2015년 세계 선수권 대회에 참가하였으며, 개인전 6위, 비류코바, 샤나예바, 데리글라조바와 함께 참가한 단체전에서는 이탈리아의 뒤를 이어 2위로 은메달을 획득했다.
2013년에 남부연방대학교 법학부를 졸업했다.